# Жандармерия

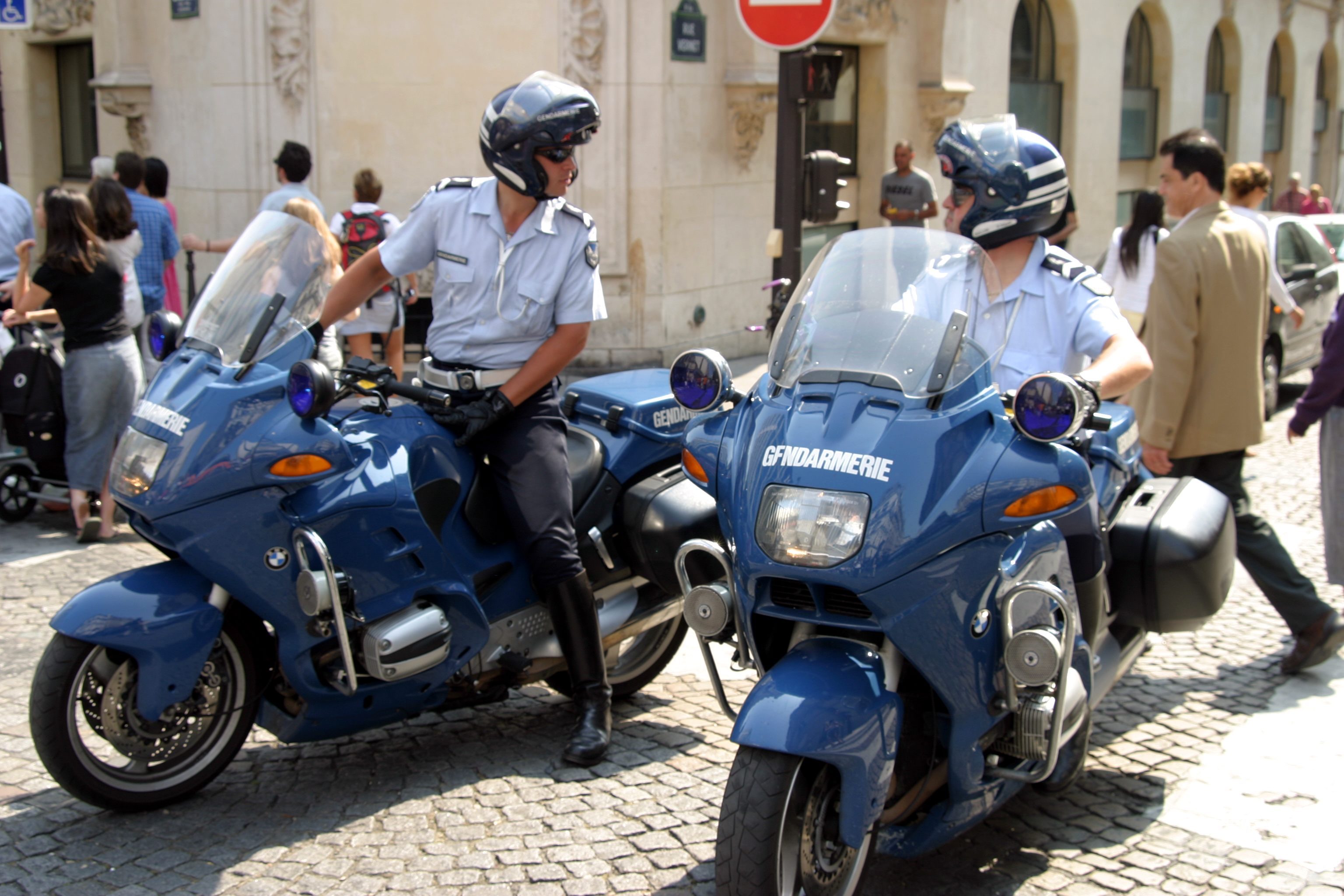
Французские жандармы

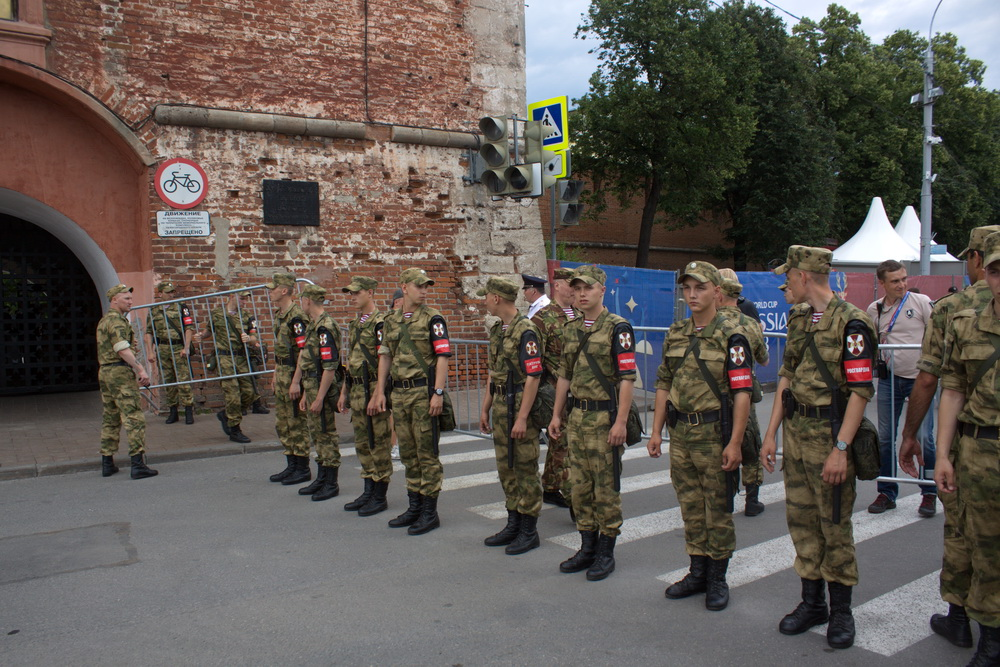
Солдаты войск национальной гвардии России в Нижнем Новгороде

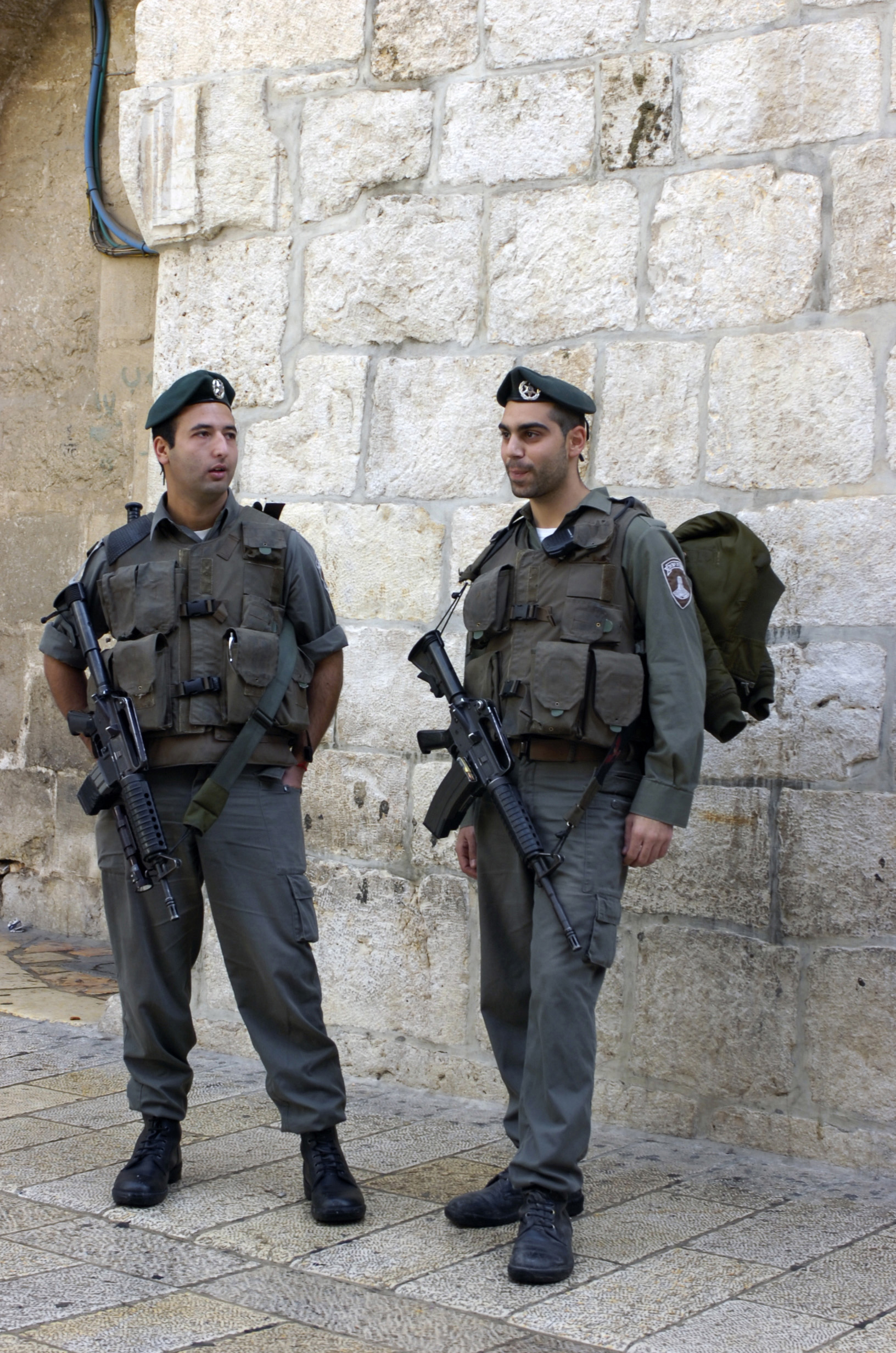
Бойцы пограничной полиции Израиля

Жандарме́рия (фр. gendarmerie, от фр. gens d’armes, дословно — «люди оружия»), также внутренние войска или национальная гвардия — полиция, имеющая военную организацию и выполняющая охранные функции внутри страны и в армии (полевая жандармерия или военная полиция). Как правило, организационно входят в состав министерства внутренних дел, а в некоторых государствах являются частью вооружённых сил.

Военная организация жандармерии заключается в структуре формирований, аналогичной имеющейся в армии. Основными задачами такого рода формирований являются содействие полиции в обеспечении правопорядка и внутренней безопасности в государстве, охрана членов правительства, государственных объектов и специальных грузов, осуществлении конвойных функций, и т. п. Части жандармерии существовали в ряде стран в разное время, а также существуют сейчас. Военнослужащие таких частей и подразделений называются жандармами.

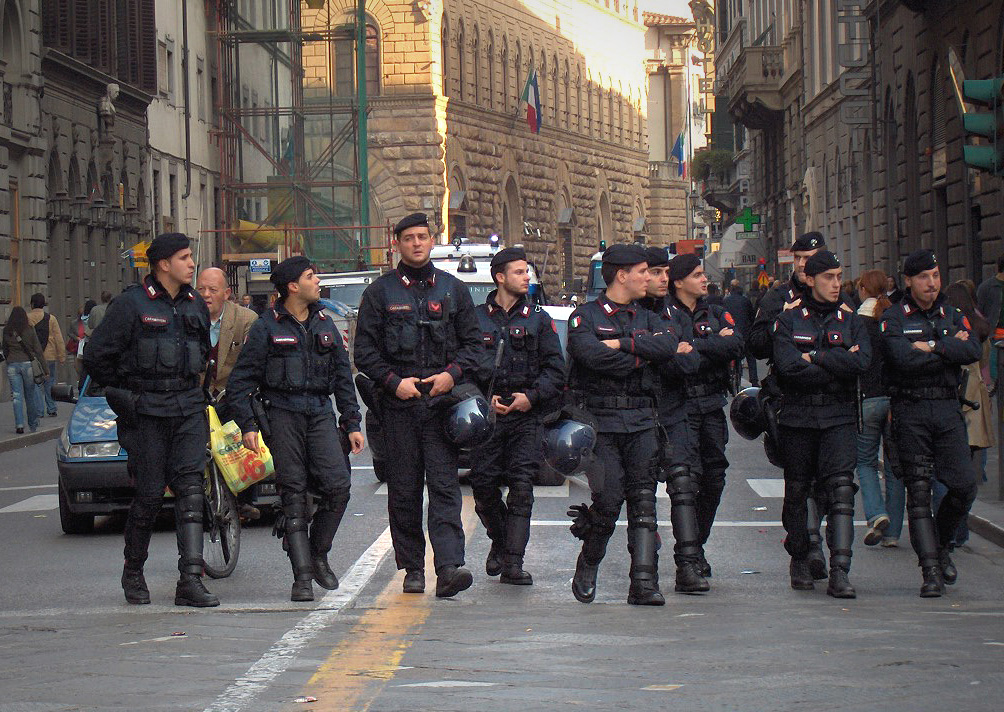
Итальянские карабинеры

## Этимология
Жандармерия, изначально фр. Gens d'armes — «люди оружия» или «вооружённая свита», затем фр. Gent d'armes, являющееся игрой слов, в которой Gent не только имеет значение «люди», но и сокращением от Gentil — «благородный», с намёком на благородность состава изначальной жандармерии — изначально «вооружённая свита» французского короля, то есть королевская лейб-гвардия, вначале состоявшая из тяжеловооружённых рыцарей. В Российской империи жандармерия была создана в 1792 году в Гатчине в составе войск цесаревича Павла Петровича, а в 1815—1918 годах существовал Гвардейский полевой жандармский эскадрон.

## История

### Франция
В 1791 году французское революционное правительство, уничтожив прежнюю земскую полицию (фр. Maréchaussée), сформировало корпус жандармов для наблюдения за сохранением порядка в армиях и внутри государства.

### Бранденбург
Во времена «Великого курфюрста» его генерал-адъютант Дубислав Гнеомар фон Нацмер составил мушкетёрскую роту, которая позже, в 1691 году, преобразована в полк «жандармов» (нем. Gensd’armes).

### Венгрия
В Венгрии первые отделы австрийской императорской жандармерии были расквартированы после подавления революции 1848—1849 гг. После преобразования Австрийской империи в Австро-Венгрию в 1867 г. и создания автономного венгерского правительства австрийские жандармы были выведены из центральной Венгрии, но остались в Хорватии и Трансильвании. В 1876 г. жандармы Хорватии и Трансильвании были переведены под управление Будапешта. В январе 1881 г. венгерский парламент санкционировал создание Венгерской королевской жандармерии и её первые части были сформированы уже в феврале. К 1886 г. численность венгерской жандармерии выросла до 5 тыс., а к 1914 достигла 12 тыс.
В первую очередь, жандармы отвечали за поддержание правопорядка в сельской местности, однако постепенно они начали привлекаться и в города. Жандармы принимали участие в проведение карательных мер против критиков венгерского государственного строя и задействовались для подавления демонстраций и осуществления давления на политических оппонентов правящей партии. Особую известность получили расстрелы жандармами демонстраций в Стаерлаканине в 1897 г., в Элешде в 1904 г. и Черновой в 1907 г. Хотя общее число погибших от рук жандармов не известно, за три довоенных десятилетия жандармы отчитались о 2700 случаев применения ими оружия при исполнении. В то же время, до 1914 г. 59 жандармов погибли при исполнении.
Венгерская королевская жандармерия продолжила свою деятельность в Венгрии и после распада Австро-Венгрии в 1918 г. Во время Второй мировой войны она привлекалась для сбора и отправки евреев в германские концентрационные лагеря за пределами Венгрии. По окончании войны жандармерия была расформирована.

### Российская империя
В России первое подразделение с полицейскими функциями, названное жандармским, появилось в 1815 году: Борисоглебский драгунский полк был переименован в жандармский и распределён по армии для наблюдения за порядком в частях, тылах, на марше и походе. В 1817 году были учреждены «Жандармы внутренней стражи».
В 1827 году был создан Отдельный корпус жандармов, он существовал до 1917 года и был упразднён после Февральской революции.

### Греция
Королевская жандармерия (греч. Βασιλική Χωροφυλακή) была создана в Греции в 1833 году.

### Болгария
После окончания Первой мировой войны, в соответствии с подписанным 27 ноября 1919 года Нёйиским договором, численность болгарских вооружённых сил была уменьшена до 33 тыс. человек, однако договор разрешал создание 10-тысячной жандармерии. После Сентябрьской революции 1944 года правительство Отечественного фронта объявило о расформировании жандармерии.

## Жандармерия в настоящее время
Жандармерия в наше время существует в следующих странах:
- Франция (Национальная жандармерия Франции)
- Турция (Турецкая жандармерия)
- Швейцария (Жандармерия)
- Греция (Жандармерия Греции)
- Ватикан (Жандармерия Ватикана)
- Румыния
- Сербия
- Аргентина
- Иордания
- Чили
- Болгария
- Бельгия
- Алжир
- Бенин
- Буркина-Фасо
- Бурунди
- Камерун
- Чад
- Габон
- Мадагаскар
- Мали
- Мавритания
- Нигер
- Сенегал
- Того
- Камбоджа
- Марокко

Во многих других государствах жандармерия как военизированная структура, подчинённая министерству внутренних дел, встречалась и встречается под разными названиями.
К примеру Внутренние войска МВД СССР, по мнению экспертов, являлись полным аналогом Национальной жандармерии Франции и Карабинеров Италии.
После распада СССР в образовавшихся на его просторах новых государствах внутренние войска продолжали выполнять прежние функции, схожие с функциями жандармерии, в связи с чем предлагалось переименовать их в жандармерию. К примеру, на Украине рассматривался вопрос о переименовании внутренних войск в жандармерию в 2012 году. Аналогичный вопрос о преобразовании внутренних войск в жандармерию поднимался в законодательном органе Киргизии в 2013 году. Заместитель командующего внутренними войсками Киргизии подтвердил, что возглавляемые им войска выполняют функцию жандармерии.
В Казахстане аналогичность функций Внутренних войск МВД с Национальной жандармерией Франции и жандармерией Турции была подтверждена министром внутренних дел Касымовым при обсуждении переименования в Национальную гвардию.
В Российской Федерации до 2016 года аналогом жандармерии являлись Внутренние войска МВД РФ.
Внутренние войска в некоторых государствах СНГ в разные годы были переименованы в Национальные гвардии с полным сохранением прежних функций.
В разные годы на постсоветском пространстве внутренние войска существовали и существуют в следующих государствах:
- Внутренние войска МВД Азербайджана — 1992 — наст. время;
- Внутренние войска МВД Армении (на данный момент — Войска Полиции Армении) — 1992—наст.время;
- Внутренние войска МВД Белоруссии — 1991 — наст. время;
- Внутренние войска МВД Казахстана — 1992—2014, переименованы в Национальную гвардию МВД РК;
- Внутренние войска МВД Киргизии — 1992 — наст. время;
- Внутренние войска МВД России — 1991—2016, переименованы в Войска национальной гвардии Российской Федерации;
- Внутренние войска МВД Таджикистана[англ.] — 1993 — наст. время;
- Внутренние войска МВД Украины — 1991—2014, переименованы в Национальную гвардию МВД Украины.

В Индии аналогом жандармерии является Центральная резервная полиция Индии.
В КНР аналогом жандармерии является Народная вооружённая полиция Китая.